# Final Fantasy Crystal Chronicles
Final Fantasy Crystal Chronicles (jap. ファイナルファンタジー クリスタルクロニクル Fainaru Fantajī Kurisutaru Kuronikuru) – fabularna gra akcji wydana w roku 2003 na konsolę Nintendo GameCube. Stworzona została przez The Game Designers Studio założone przez Square, a opublikowana przez Nintendo. Gra powstała jako spin-off serii Final Fantasy i dała początek serii gier o tym tytule.
Crystal Chronicles nie łączy się fabularnie z żadną grą z serii głównej, a jedynie korzysta z mitologii i symboli, które wypracowała sobie przez lata Final Fantasy. Ta odnoga serii charakteryzuje się większym naciskiem na elementy zręcznościowe i grę wieloosobową, a mniejszym na zawiłości fabularne, przez co gra umieszczana jest bardziej w gatunku fabularnych gier akcji niż jRPG.
Akcja gry toczy się w nienazwanym świecie, który pokryty jest szkodliwym gazem nazwanym „miasma” (ang. morowe powietrze). Ludzie zamieszkujący tę krainę bronią się przed szkodliwymi efektami działania tej substancji za pomocą kryształów znajdujących się we wszystkich skupieniach ludzkich, wytwarzających rodzaj bariery nieprzeniknionej dla tego gazu. Efekt ten musi być jednak podtrzymywany za pomocą mirry, w poszukiwaniu której rokrocznie wysyłani są najodważniejsi z każdej wioski. "Mirrowe drzewa" rosną jednak tylko w głębokich lochach będących mieszkaniem dla wielu wrogich potworów.